# Cihlářka
Cihlářka je původně viniční pražská usedlost na Smíchově. Kdysi se jí říkalo Žufnička podle majitele Jana Žufníčka, který zemřel před rokem 1640, pravděpodobně zadlužen.
Ve 2. čtvrtině 1. polovině 17. století se držitelem této usedlosti stal Jiřík Cihlář – odtud název Cihlářka, který se používá dodnes. Dalším majitelem byl novoměstský měšťan Šimon Černý.
Počátkem 18. století byla tehdy malá viniční usedlost přebudována do barokní podoby. Z této doby se dodnes zachoval v patrové místnosti trámový záklopový strop, který je orientálně malovaný a lze na něm spatřit – mimo jiné – motiv vinné révy. Kolem roku 1840 se usedlost skládala z obytné a hospodářské budovy.  Usedlost vlastnil Karel Dittrich, jemuž současně (kolem roku 1840) patřily i další usedlosti: Popelka a Provaznice. 
V 19. století byla před obytnou budovou upravena terasa s prolamovaným zábradlím. V roce 1882 vlastnili usedlost doktor Matouš Fučík a Josef Malina.
Ve 20. letech dvacátého století byla usedlost přestavěna na vilu zvanou Mimosa a zbytky bývalé hospodářské stavby zmizely. Od roku 1964 je usedlost Cihlářka chráněnou památkou. Dnes slouží k obytným účelům.

Cihlářka
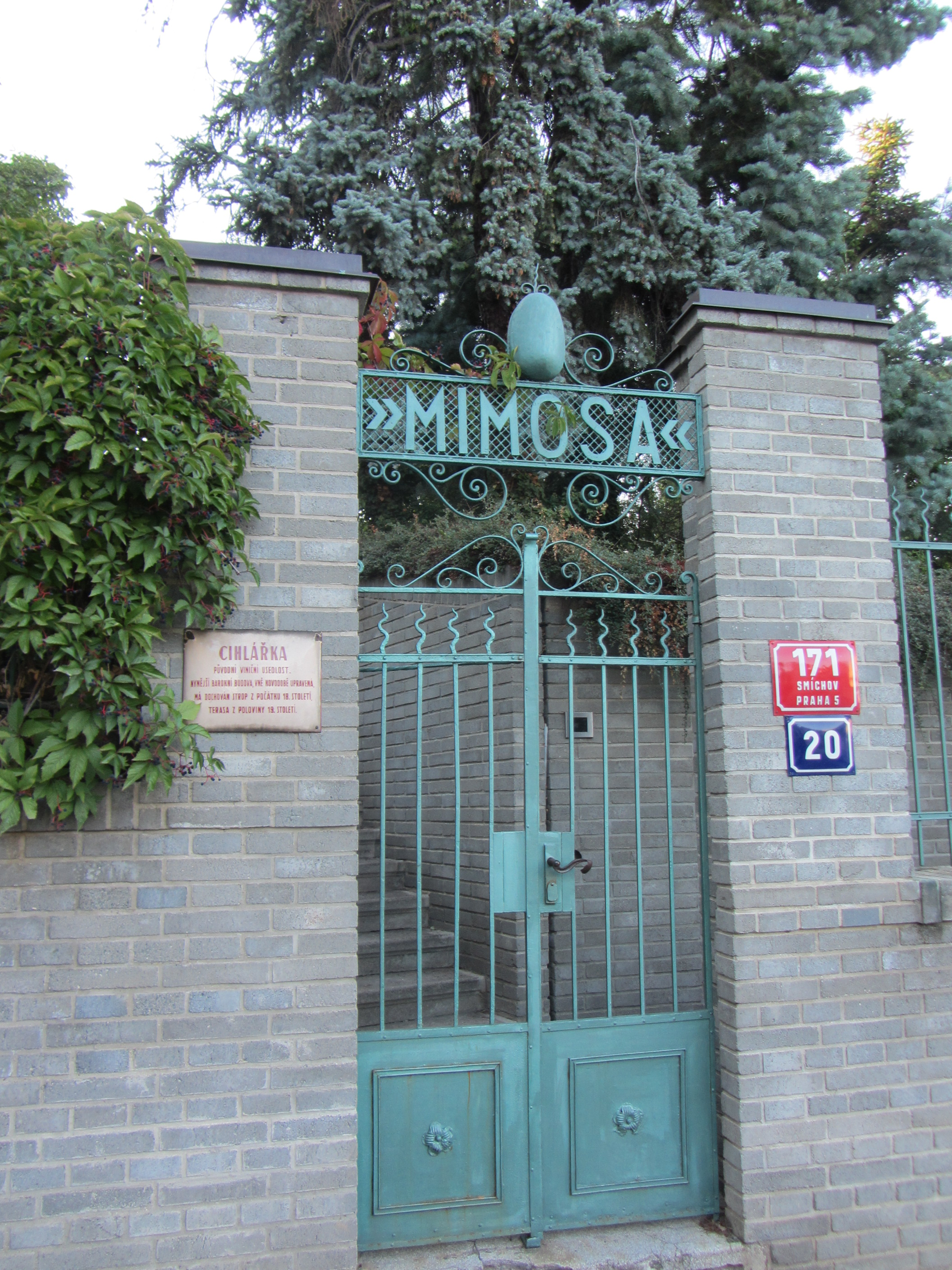
Vchod k usedlosti Cihlářka
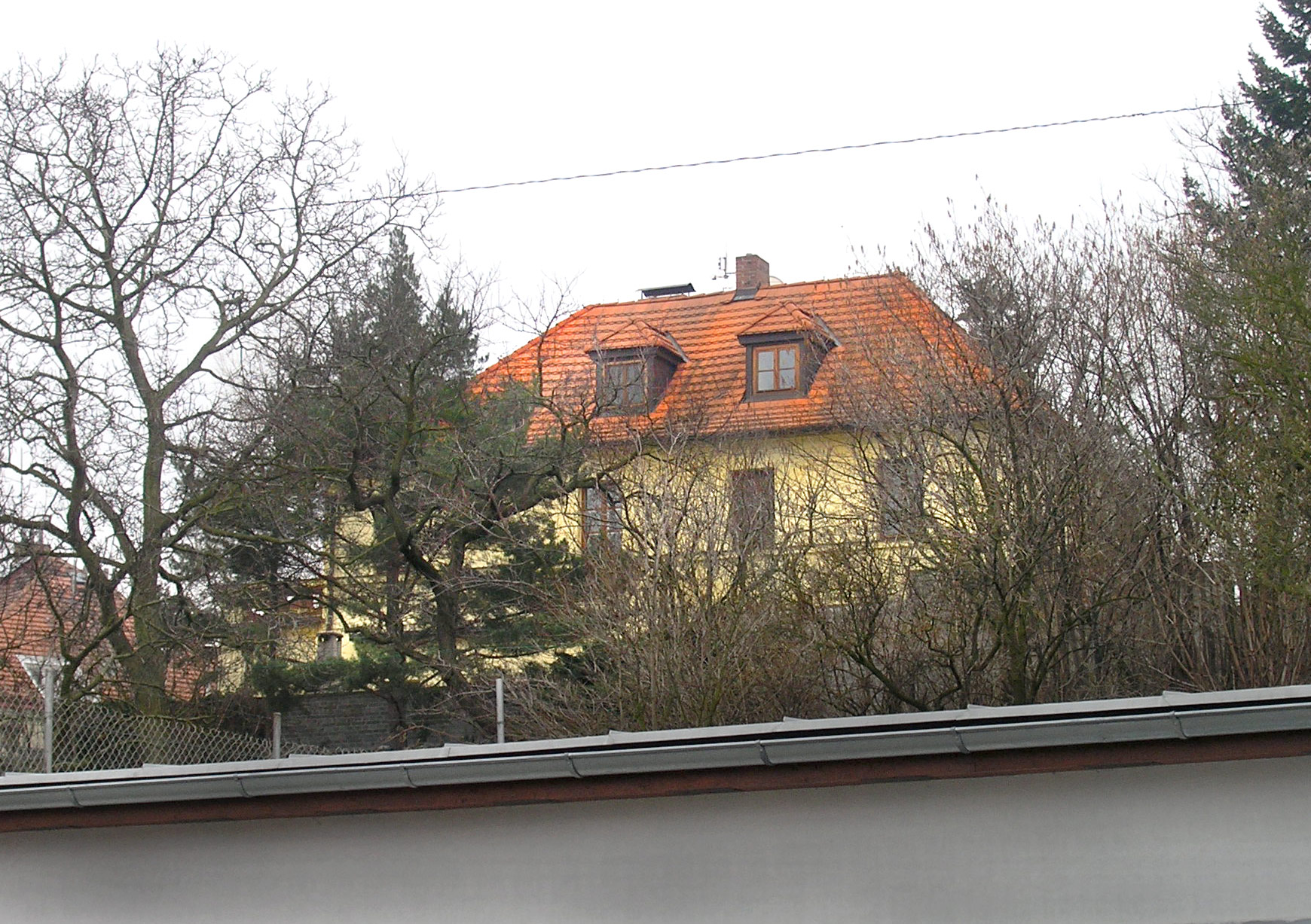
Usedlost Cihlářka od severu